# Quimperiidae
Die Quimperiidae sind eine Familie der Spulwürmer mit 74 Arten. Sie sind Parasiten bei Süßwasserfischen und Amphibien.

## Merkmale
Die Familie hat die Eigenschaften der Seuratoidea. Die in Reihen angeordneten Kutikula-Dornen wie bei den Seuratidae sind nicht ausgebildet. Die Spicula sind länger als das Gubernaculum. Der Genitalsaugnapf ist, wenn vorhanden, länglich und ohne Kutikula-Saum. Die Eier sind nicht embryoniert.

## Systematik
Hodda (2022) unterteilt die Familie in zwei Unterfamilien mit 17 Gattungen, die Gattung Chabaudus betrachtet er als Synonym für Gendria:
- Omeiinae Sobolev, 1949
  - Omeia Hsu, 1933
- Quimperiinae Gendre, 1928
  - Buckleynema Ali & Singh, 1954
  - Chabaudus Inglis & Ogden, 1965
  - Desmognathinema Baker, Goater & Esch, 1987
  - Ezonema Boyce, 1971
  - Gendria Baylis, 1930
  - Gibsonnema Moravec, Salgado-Maldonado & Aguilar-Aguilar, 2002
  - Haplodidentus Naidu & Thakare, 1981
  - Haplonema Ward & Magath, 1917
  - Neoomeia Yin & Zhang, 1984
  - Neoparaseuratum Moravec, Kohn & Fernandes, 1992
  - Paraquimperia Baylis, 1934
  - Paraseuratoides Wang, 1984
  - Paraseuratum Johnston & Mawson, 1940
  - Pingus Hsu, 1933
  - Quimperia Gendre, 1928
  - Subulascaris Freitas & Dobbin, 1957
  - Touzeta Petter, 1987